# 日比正彦
日比 正彦（ひび まさひこ、1963年4月16日 - ）は、日本の生物学者、神経科学者、名古屋大学大学院理学研究科教授。

## 来歴・人物
1963年4月16日広島県生まれ。修道高等学校を経て、1988年広島大学医学部医学科卒業。1992年大阪大学大学院医学系研究科博士課程病理系専攻修了（医学博士）。指導教官は岸本忠三。 その後、カリフォルニア大学サンディエゴ校ポストドクトラルフェロー、大阪大学助手、大阪大学助教授、理化学研究所発生・再生科学総合研究センターチームリーダーを歴任し、2009年名古屋大学生物機能開発利用研究センター教授に就任。
発生生物学、神経科学を専門とし、研究テーマは動物の器官発生と機能発現の分子メカニズム。